# Flo Hyman
Pour les articles homonymes, voir Hyman.
Flora Jean Hyman dite Flo Hyman est une joueuse américaine de volley-ball née le 31 juillet 1954 à Los Angeles et morte le 24 janvier 1986 à Matsue.

## Biographie
Flo Hyman étudie à l'université de Houston en mathématiques et en éducation physique. En 1978, elle arrête ses études pour pratiquer son sport au niveau international.
Elle est une joueuse clé de l'équipe des États-Unis de volley-ball féminin médaillée d'argent aux Jeux panaméricains de 1983 à Caracas et aux Jeux olympiques d'été de 1984 à Los Angeles.
Après ces Jeux, elle part au Japon comme trois de ses coéquipières pour évoluer au niveau professionnel. Lors d'un match du championnat japonais à Matsue en 1986, elle s'écroule sur le banc et meurt. Il sera déterminé après autopsie qu'elle a été victime du syndrome de Marfan qui a causé une dissection aortique,.